# De gestileerde bloem
De gestileerde bloem is een bijnaam van het Nederlandse kunstwerk zonder titel bij de ingang van de Bijenkorf in Rotterdam, ontworpen door Naum Gabo. Het wordt gezien als het belangrijkste werk in zijn oeuvre. In de wandeling wordt het beeld "het ding" genoemd.
Het beeld dat in mei 1957 voor het nieuwe gebouw van De Bijenkorf werd opgericht, is een bijzondere creatie in staal. De bouwer was de Constructiewerkplaats en Machinefabriek Hollandia NV in Krimpen aan den IJssel. Het werk is onderdeel van de Top 100 Nederlandse monumenten 1940-1958.

## Constructie

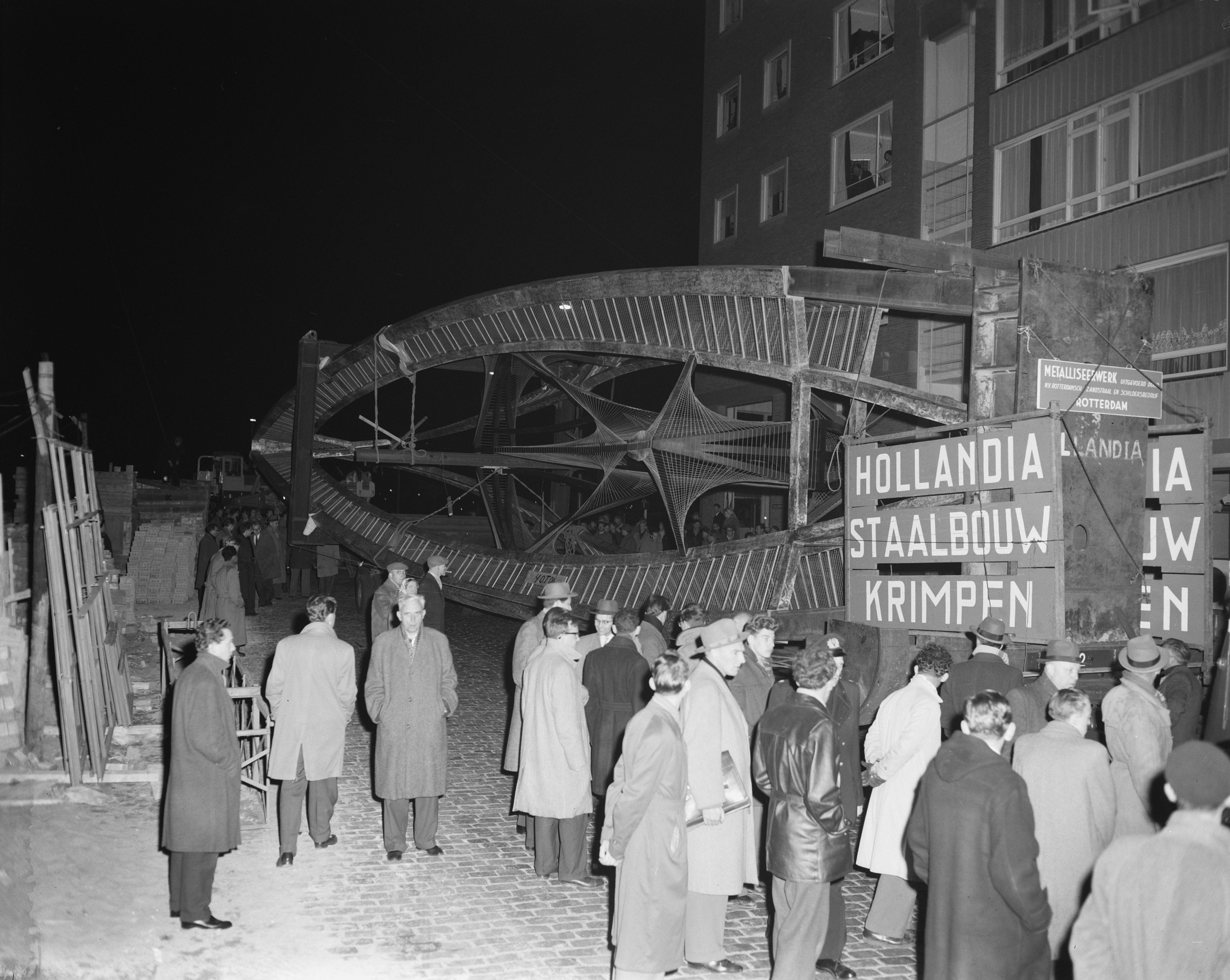
Vervoer van het kunstwerk naar de uiteindelijke locatie voor de Bijenkorf, Rotterdam

Het kunstwerk is 26,2 meter hoog en de maximale breedtematen zijn 4,8 meter en 5,2 meter. Het werk bestaat uit vier stalen hoofdribben en vier stalen binnenribben, alle met vierkante doorsnede, die een kleinere "inner image" omsluiten.
De hoofd- en binnenribben vormen vier schroefvlakken. Elk schroefvlak is begrensd door één hoofd- en één binnenrib. Deze zijn in het vlak gekoppeld met horizontale ronde staven. Het schroefvlak zelf is verder door gaas aangeduid. De hoofd- en binnenribben zijn over hun gehele lengte met het schroefvlak mee getordeerd. Aan onder- en bovenzijde zijn de ribben gekoppeld met staven van vierkante doorsnede. De hoofdconstructie is gemetalliseerd met aluminiumbrons, gepolijst en blank gelakt.
De "inner image" is opgebouwd uit stalen kokerprofielen, staalplaat en veren van roestvast staal. De veren zijn zodanig tussen de profielen gespannen dat vlakken worden gevormd waarvan die in het hart een sterk gebogen zadelvorm hebben. De "inner image" is aan de top met uithouders flexibel aan de hoofdconstructie bevestigd. De "inner image" is zwart, uitgezonderd de veren, die blank zijn.

## Restauratie
In 1960 vloog het kunstwerk in brand bij werkzaamheden om roest te voorkomen, waarbij grote schade aan de gevel van de Bijenkorf ontstond. Het duurde anderhalf jaar voordat de schade was hersteld.
Na langdurig gesteggel over wie voor de kosten zou opdraaien, is het beeld in 2017-2018 gerestaureerd. De kosten bedroegen zo'n 700.000 Euro en zijn door de eigenaar van het beeld, Bouwfonds, betaald.

## Trivia
- Het beeld is particulier eigendom. Tot 2007 was De Bijenkorf eigenaar van het beeld. Sindsdien is een vastgoedconsortium eigenaar.